# Laborpräzision
Laborpräzision (englisch intermediate precision) ist ein Fachbegriff aus dem Bereich der Analytischen Chemie. Die Laborpräzision ist die Präzision, die sich ergibt bei wiederholter Bestimmung derselben Probe innerhalb eines Labors, jedoch bei bewusster Änderung eines Parameters des analytischen Verfahrens (z. B. verschiedene Bearbeiter, verschiedene Messgeräte, verschiedene Tage, verschiedene Charge der Reagenzien).
Die Laborpräzision ist ein wichtiges Kriterium bei der Qualifizierung von analytischen Methoden und Messgeräten. Die Rahmenbedingungen zur Ermittlung der Laborpräzision sind nicht so eng gesetzt wie bei der Wiederholpräzision, jedoch strenger als bei der Vergleichspräzision. Häufig wird die tagesverschiedene Laborpräzision angegeben, bei der die Bestimmung an verschiedenen Tagen wiederholt wird.